# Buer

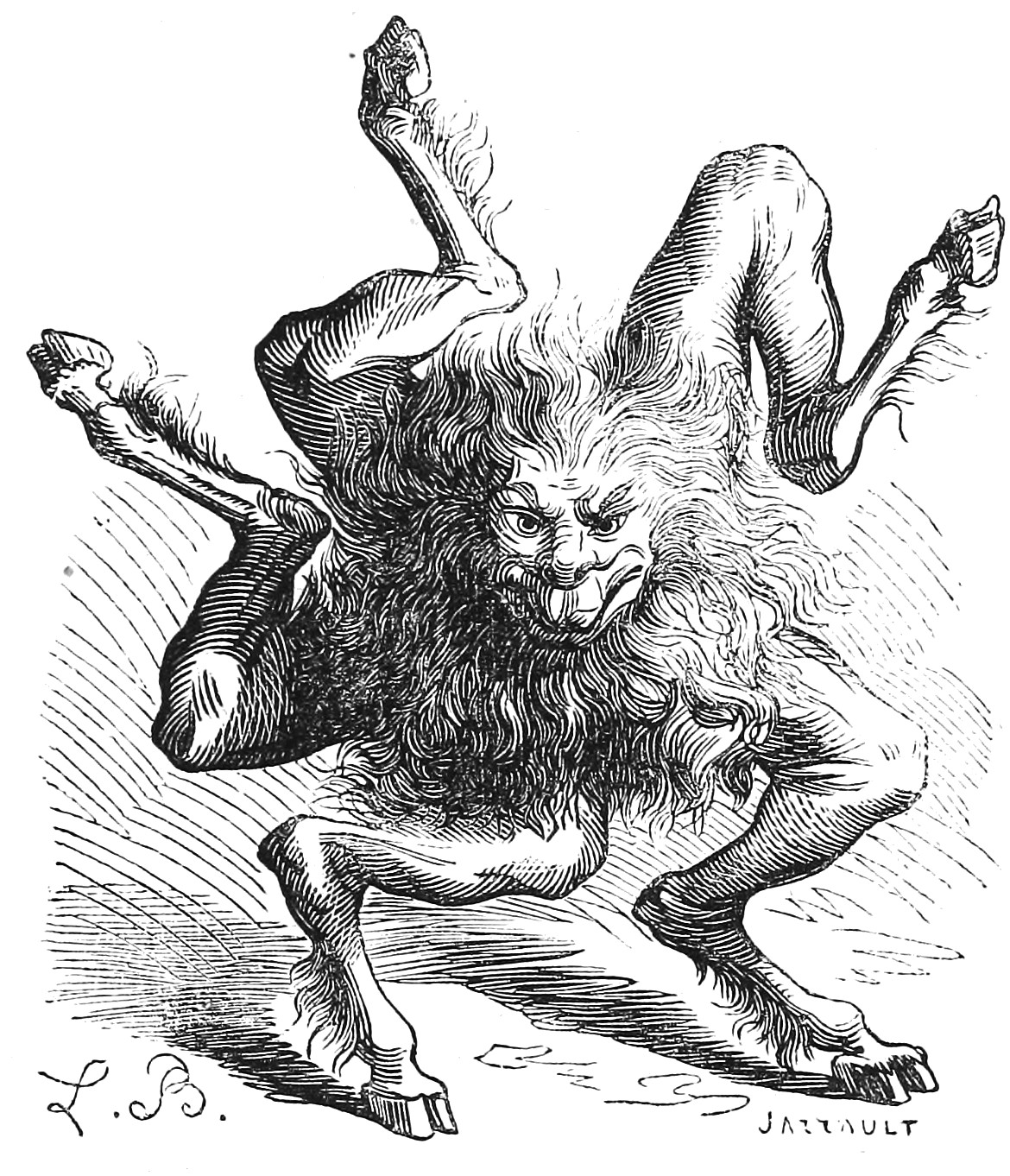
Buer, el décimo espíritu, que enseña "Filosofía moral y natural". Ilustración de Louis Le Breton del Diccionario infernal.

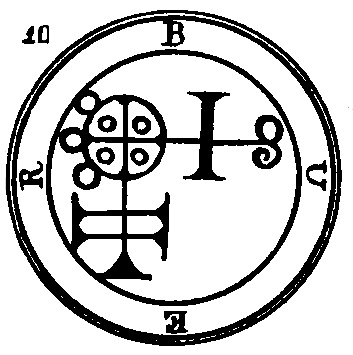
Sello de Buer

En demonología, es un demonio, presidente de la 2ª orden de los infiernos, teniendo cincuenta legiones de demonios bajo su mando. Aparece cuando el Sol está en Sagitario. Al igual que Quirón, el centauro principal de la mitología griega, enseña filosofía natural y moral, lógica y las virtudes de todas las hierbas y plantas, y también es capaz de curar todas las enfermedades (especialmente las de los humanos) y otorga buenos familiares. Asimismo, se dice que puede sanar a un ser querido enfermo a cambio del alma de quien lo invoca. Según el Libro de San Cipriano, Buer está bajo el mando del demonio Agaliareth.

## Descripción
Se le ha descrito con la forma de Sagitario, que es como un centauro con un arco y flechas. Además, Louis Le Breton creó una ilustración de Buer, grabada más tarde por M. Jarrault, que representa al demonio con la cabeza de un león y cinco patas de cabra que rodean su cuerpo para caminar en todas las direcciones.

## En la cultura popular
Buer es el nombre de una de las Arcontes del videojuego Genshin Impact, aquella que se relaciona con la nación de las plantas y la sabiduría. En su nación también hay una reconocida academia y una enfermedad mortal, la cual termina curando.